# Науковий метод
Науко́вий ме́тод (або ме́тоди науко́вого дослі́дження) — сукупність методів встановлення параметрів, структури, інших характеристик досліджуваних об'єктів.
Метод охоплює способи дослідження феноменів, систематизацію, коригування нових і отриманих раніше знань. Висновки робляться за допомогою правил і принципів міркування на основі емпіричних (спостережуваних і вимірюваних) даних про об'єкт. Базою для отримання даних є спостереження та експерименти. Для пояснення спостережуваних фактів висуваються гіпотези і будуються теорії, на підставі яких формулюються висновки та припущення. Отримані прогнози перевіряються експериментом або збором нових фактів.
Важливою стороною наукового методу, його невід'ємною частиною для будь-якої науки, є вимога об'єктивності, що виключає суб'єктивне тлумачення результатів. Не повинні прийматися на віру будь-які твердження, навіть якщо вони виходять від авторитетних учених. Для забезпечення незалежної перевірки проводиться документування спостережень, забезпечується доступність для інших вчених всіх вихідних даних, методик і результатів досліджень. Це дозволяє не тільки отримати додаткове підтвердження шляхом відтворення експериментів, але й критично оцінити ступінь адекватності (валідності) експериментів і результатів по відношенню до перевіреної теорії.

## Історія
Окремі частини наукового методу застосовувалися ще філософами давньої Греції. Ними були розроблені правила логіки та принципи ведення суперечки. При цьому висновками, отриманими в результаті міркувань, віддавалася перевага порівняно зі спостережуваною практикою. Знаменитим прикладом переваги міркування над практикою є твердження, що швидконогий Ахіллес ніколи не наздожене черепаху.
Вершиною розвитку логіки висловлювань стала софістика. Однак метою софістів була не стільки істина, скільки перемога в судових процесах, де формалізм перевищував будь-який інший підхід.
Сократ створив сократичний метод ведення спору. На противагу софістам, які намагалися нав'язати і довести свій бік зору, Сократ намагався навідними питаннями змусити опонента самостійно прийти до нових висновків і змінити свої початкові погляди. Сократ вважав свій метод мистецтвом витягувати приховане в кожній людині знання за допомогою навідних питань. Йому приписують вислів про те, що в суперечці народжується істина.
У XX столітті була сформульована гіпотетично-дедуктивна модель наукового методу, що складається у послідовному застосуванні таких кроків:
1. Використовуйте досвід: Розгляньте проблему і спробуйте осмислити її. Знайдіть відомі раніше пояснення. Якщо це нова для нас проблема, переходьте до кроку 2.
2. Сформулюйте припущення: Якщо нічого з відомого не підходить, спробуйте сформулювати пояснення, викладіть його комусь іншому або у своїх записах.
3. Зробіть висновки з припущення: Якщо припущення (крок 2) істинне, які з нього наслідки, висновки, прогнози можна зробити за правилами логіки?
4. Перевірка: Знайдіть факти, що суперечать кожному з цих висновків, з тим щоб спростувати гіпотезу (крок 2) (див. фальсифіковність). Використання висновків (крок 3) в якості доказів гіпотези (крок 2) є логічною помилкою. Ця помилка називається «підтвердження наслідком» (англ. Affirming the consequent, грец. Επιβεβαίωση του επομένου)

Близько тисячі років тому Ібн ал-Хайсам продемонстрував важливість 1-го і 4-го кроків. Галілей у трактаті «Бесіди і математичні обґрунтування двох нових наук, що стосуються механіки і законів падіння» (1638) також показав важливість 4-го кроку (званого також експеримент). Кроки методу можна виконувати по порядку — 1, 2, 3, 4. Якщо за підсумками кроку 4 висновки з кроку 3 витримали перевірку, можна продовжити і перейти знову до 3-го, потім 4-го, 1-го і так далі кроків. Але якщо підсумки перевірки з кроку 4 показали хибність прогнозів з кроку 3, слід повернутися до кроку 2 і спробувати сформулювати нову гіпотезу («новий крок 2»), на кроці 3 обґрунтувати на основі гіпотези нові припущення («новий крок 3»), перевірити їх на кроці 4 і так далі.
Слід зауважити, що якщо слідувати критерію Поппера, то, враховуючи повну групу подій і неможливість всеосяжного сприйняття дійсності, науковий метод ніколи не зможе абсолютно верифікувати (довести істинність гіпотези (крок 2); можливо лише спростувати гіпотезу — довести її хибність.

## Види наукового методу
Загальнонаукові методи дослідження — емпіричні (експеримент, спостереження, опис) та теоретичні (аналіз, синтез, абстрагування, узагальнення, індукція, дедукція, пояснення, класифікація тощо), а також системний, функціональний, конкретно-соціологічний.
Спеціальні методи дослідження ґрунтуються на вивченні конкретних фізичних та хімічних властивостей речовини й фізичних властивостей та параметрів фізичних полів. До них належать: формально-логічний, порівняльно-правовий та інші методи наукового пізнання.
Кожна наука має певну сукупність методів проведення досліджень при вивченні власного предмета, яку можна класифікувати на такі групи:
- методи накопичування фактів, що мають відношення до об'єкта дослідження (спостереження, реєстрація, вимірювання);
- методи описування фактів або властивостей ідеалізованого об'єкта дослідження та факторів, що відбивають ці властивості, а також явищ (процесів), що досліджуються, розвиток яких визначається цими факторами;
- методи аналізу фактів, властивостей, факторів і явищ за різними показниками і критеріями (оцінка, зіставлення, порівняння, класифікація, впровадження, систематизація);
- методи обґрунтування наукових висновків, серед яких мають бути такі методи: побудови (синтезу), доведення, оцінки достовірності;
- методи вибору і обґрунтування наукових рекомендацій, у тому числі методи побудови (синтезу), оцінки й оптимізації;
- методи інтерпретації та експериментальної перевірки висновків і рекомендацій;
- методи техніко-економічної оцінки рекомендацій.

У процесі розв'язання наукової проблеми вчений, як правило, самостійно шукає методи та способи її розв'язання. Всі ухвалені методичні рішення необхідно фіксувати у формі методик, які періодично переглядають.

## Науковий опис

### Теоретичний науковий метод

#### Теорії
Теорія (грец. θεωρία, «розгляд, дослідження») — система знань, що має характер передбачення відносно якого-небудь явища. Теорії формулюються, розробляються і перевіряються згідно з науковим методом.
Стандартний метод перевірки теорій — пряма експериментальна перевірка («експеримент — критерій істини»). Однак часто теорію не можна перевірити прямим експериментом (наприклад, теорію про виникнення життя на Землі), або така перевірка занадто складна або затратна (макроекономічні та соціальні теорії), і тому теорії часто перевіряються не прямим експериментом, а по наявності характеру передбачення — тобто якщо з неї випливають невідомі / непомічені раніше події, і при пильному спостереженні ці події виявляються, то характер передбачення присутній.

#### Гіпотези
Гіпотеза (від грец. Ὑπόθεσις — «основа», «припущення») — недоведене твердження, припущення або здогад.
Як правило, гіпотеза висловлюється на основі ряду спостережень, які її підтверджують і тому виглядає правдоподібно. Гіпотезу згодом або доводять, перетворюючи її у встановлений факт (див. теорема, теорія), або ж заперечують (наприклад, вказуючи контрприклад), переводячи в розряд помилкових тверджень.
Недоведена і неспростована гіпотеза називається відкритою проблемою.

#### Наукові закони
Закон — вербальне і / або математично сформульоване твердження, яке описує співвідношення, зв'язки між різними науковими поняттями, запропоноване як пояснення фактів і визнане на даному етапі науковим співтовариством узгоджується з даними. Неперевірене наукове твердження називають гіпотезою.

#### Наукове моделювання
Моделювання — це вивчення об'єкта за допомогою моделей з перенесенням отриманих при цьому знань на оригінал. Види:
- Предметне моделювання-створення моделей зменшених копій з певними дублюючими оригінал властивостями.
- Уявне моделювання-з використанням уявних образів.
- Знакове чи символічне-являє собою використання формул, креслень.

### Емпіричний науковий метод

#### Експерименти

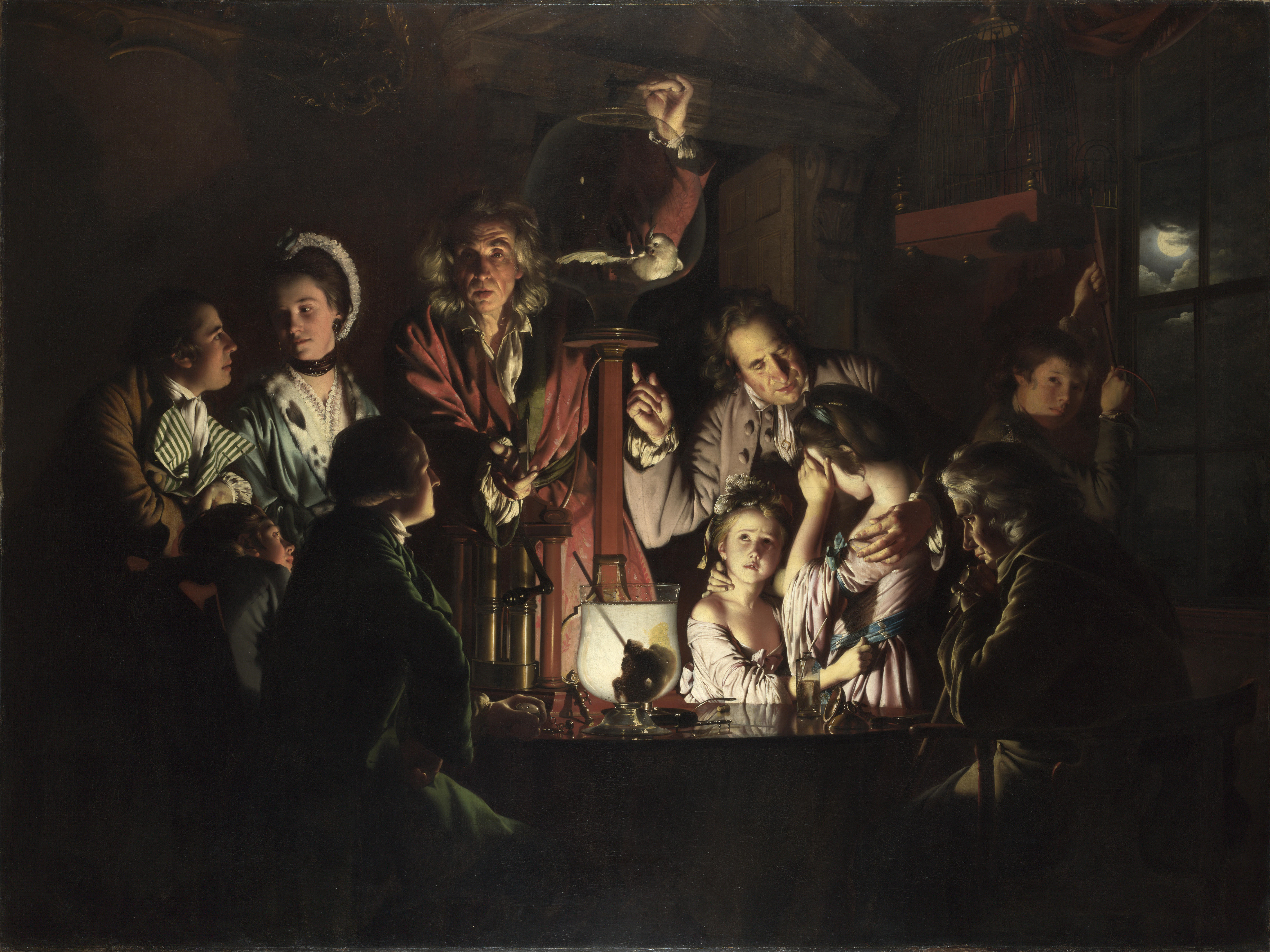
Експеримент «птах у повітряній колбі», худ. Джозеф Райт, 1768 р.

Експеримент (від лат. experimentum — проба, досвід) у науковому методі — набір дій і спостережень, які виконуються для перевірки (істинності чи хибності) гіпотези або наукового дослідження причинних зв'язків між феноменами. Експеримент є наріжним каменем емпіричного підходу до знання. Критерій Поппера називає головною відмінністю наукової теорії від псевдонаукової можливість постановки експерименту, передусім такого, який у результаті може спростувати цю теорію.
Експеримент поділяється на такі етапи:
- Збір інформації;
- Спостереження явища;
- Аналіз;
- Вироблення гіпотези, щоб пояснити явище;
- Розробка теорії, що пояснює феномен, заснований на припущеннях, у ширшому плані.

#### Наукові дослідження
Наукове дослідження — процес вивчення, експерименту, концептуалізації та перевірки теорії, пов'язаний з отриманням наукових знань.
Види досліджень:
- Фундаментальне дослідження, розпочате головним чином, щоб виробляти нові знання незалежно від перспектив застосування.
- Прикладне дослідження.

#### Спостереження
Спостереження — це цілеспрямований процес сприйняття предметів дійсності. Результати його фіксуються в описах:
- безпосереднє спостереження-здійснюється без застосування технічних засобів.
- опосередковане з використанням тех. пристроїв.

Для отримання значущих результатів необхідно багаторазове спостереження

#### Вимірювання
Вимірювання — це визначення кількісних значень, властивостей об'єкта з використанням спеціальних технічних пристроїв та одиниць вимірювання.

## Істина й упередження
У XX столітті деякі дослідники, зокрема Людвік Флек (1896—1961), відзначили необхідність більш ефективної оцінки результатів перевірок, оскільки отриманий результат може зазнати впливу наших упереджень. Отже, необхідно більш точно описувати умови і результати проведення експерименту.
Проте й нині серед науковців є віруючі люди. Прикладом може бути директор проекту «Геном людини» Френсіс Колінз, який написав книгу «Доказ Бога. Аргументи вченого», присвячену питанню сумісності релігії і науки. На сьогодні припущення про божественне втручання автоматично виводить теорію, що використала таке припущення, за межі науки, тому що таке припущення є в принципі неперевірним і неспростовним (тобто суперечить критерію Поппера). Науковий метод передбачає пошук причини явища виключно в природній області, без опори на надприродне. Академік В. Л. Гінзбург:
У всіх відомих мені випадках віруючі фізики і астрономи в своїх наукових роботах ні словом не згадують про Бога… Займаючись конкретною науковою діяльністю, віруючий, по суті справи, забуває про Бога…
Навіть проста переконаність у чому-небудь на основі попереднього досвіду або знань може змінювати інтерпретацію результатів спостереження. Людина, що має певне переконання щодо якогось явища, часто схильна сприймати факти в якості доказів своєї віри вже тільки тому, що вони їй прямо не суперечать. Під час аналізу може виявитися, що предмет віри є лише частковим випадком більш загальних явищ (наприклад, корпускулярно-хвильова теорія вважає частвовими випадками попередні уявлення про світло у формі частинок або хвиль) або взагалі не пов'язаний з предметом спостереження (наприклад, концепція теплороду стосовно температури). Не менш антинауковою може бути й ідеологічна упередженість. Прикладом несумісності подібної упередженості і наукового методу є сесія ВАСГНІЛ 1948 року, в результаті якої генетика в СРСР опинилася під забороною до 1952 року і біологічна наука виявилася в застої майже на 20 років. Одна з основних тез «мічурінських» біологів на чолі з T. Д. Лисенко проти генетики полягала в тому, що основоположники класичної теорії спадковості (аж ніяк не «ідеалістичної») Мендель, Вейсман і Морган нібито внаслідок свого ідеалізму створили неправильну ідеалістичну теорію з елементами містики замість правильної матеріалістичної:
Як ми зазначали раніше, зіткнення матеріалістичного й ідеалістичного світоглядів у біологічній науці мало місце протягом всієї її історії … Для нас абсолютно ясно, що основні положення менделізму-морганізму помилкові. Вони не відображають дійсності живої природи і являють собою зразок метафізики й ідеалізму … Істинну ідеологічну підоснову морганістської генетики добре (несподівано для наших морганістів) розкрив фізик Е. Шредінгер. У своїй книзі «Що таке життя з точки зору фізики?», схвально викладаючи хромосомну вейсманістську теорію, він прийшов до ряду філософських висновків. Ось основний з них: «… особиста індивідуальна душа дорівнює всюдисущій, всеохопній, вічній душі». Цей свій головний висновок Шредінгер вважає «…найбільшим з того, що може дати біолог, який намагається одним ударом довести і існування Бога, і безсмертя душі».

## Критика наукового методу
Ряд постпозитивістів у своїх працях у 2-й половині XX століття зробили спробу застосувати критерії наукового методу до самої науки на прикладі історичного матеріалу реальних відкриттів. В результаті з'явилася критика цього методу, яка, на думку постпозитивістів, вказує на розбіжність між методологією наукового методу і реальним розвитком наукових ідей. На їхню думку, це свідчить про відсутність повністю формалізованого і достовірного методу, що приводить до більш достовірного знання, однозначного зв'язку між принципами верифікації/фальсифікації та отриманням істинного знання.
Хоча постпозитивісти відмовляються від поняття істини, проте інші методологи [джерело?] науки висловлюють надію знайти загальні критерії, які дозволяли б наблизитися до більш адекватного опису світу.

### Явище парадигми
Томас Кун вважає, що наукове знання розвивається стрибкоподібно. Наукова революція відбувається тоді, коли вчені виявляють аномалії, які неможливо пояснити за допомогою старої парадигми, в рамках якої до цього моменту відбувався науковий прогрес. Розвиток науки відповідає зміні «психологічних парадигм», поглядів на наукову проблему, що породжують нові гіпотези та теорії. Кун відносить методи, які впливають на перехід від однієї парадигми до іншої, в область соціології.

### Витончений фальсифікаціонізм
Імре Лакатош, розвиваючи на основі ідей фальсифікаціонізму Поппера свій витончений фальсифікаціонізм, прийшов до висновку, що однією з істотних проблем розвитку науки як системи, що спирається на якісь єдині методи, є існування гіпотез ad hoc. Це один з механізмів, за допомогою якого долаються суперечності між теорією і експериментом. Через ці гіпотези, які фактично є частиною теорії, тимчасово виводяться з-під критики і стає неможливим спростування таких теорій, оскільки суперечність теорії і експерименту пояснюються гіпотезою ad hoc і не спростовують теорію. За допомогою цих гіпотез стає неможливим повне спростування жодної теорії. Можливо говорити тільки про часовий зсув проблеми: або прогресивний, або регресивний.
Догматичний фальсифікаціоніст, відповідно до своїх правил, повинен віднести навіть найзначніші наукові теорії до метафізики, де немає місця раціональній дискусії — якщо виходити з критеріїв раціональності, що зводяться до доведень і спростувань, — оскільки метафізичні теорії не є ні доказовими, ні спростовними. Таким чином, критерій демаркації догматичного фальсифікаціоніста виявляється надзвичайно антитеоретичним.

### Знання і неявне знання
Майкл Поланьї вважає, що наукове знання можна передати через формальні мови лише частково, а решта буде становити особистісне або неявне знання вченого, яке принципово не передається. Вчений, поступово занурюючись у науку, приймає деякі правила науки некритично. Ці некритично прийняті і формально непередавані правила (часто включають навички, уміння і культуру) і складають неявне знання. Зважаючи на те, що формалізувати і передати неявне знання неможливо, неможливе і порівняння цього знання. Внаслідок чого в науці присутнє порівняння тільки формалізованої частини однієї теорії з формалізованою частиною іншої теорії.

### Гносеологічний анархізм
Пауль Фейєрабенд вважає, що єдиним принципом, який не створює перешкод прогресу, є принцип «дозволено все». Жодна теорія ніколи не узгоджується зі всіма відомими у своїй галузі фактами. Будь-який факт теоретично навантажений, тобто залежить від теорії, в рамках якої він розглядається. Тому теорію не можна порівнювати з фактами. Також теорії не можна порівнювати і одну з одною через те, що поняття в різних теоріях мають різний зміст.

### Обґрунтування без застосування наукового методу
В історії науки є численні випадки, коли ідеї, відкриття, які отримали згодом наукове визнання, спочатку мали обґрунтування чи пояснення, що не відповідають науковому методу. Одним з найбільш яскравих подібних прикладів є обґрунтування Коперником геліоцентричної системи. Спочатку в новій теорії планети оберталися навколо Сонця строго по колових орбітах, що давало значно більше розбіжностей зі спостереженнями теорія епіциклів Птолемея, яка панувала до неї, тобто експериментальна перевірка свідчила на користь колишньої теорії, а не нової. Тому Коперник був змушений апелювати до простоти, внутрішньої краси і гармонійності:
У центрі всього, в спокої, знаходиться Сонце. У цьому чудовому храмі хто може знайти цьому світильнику краще місце, ніж те, з якого він може освітлювати все одночасно?

### Нездатність претендувати на абсолютну істинність
У богослов'ї та в деяких напрямках філософії наукове знання розглядається як завжди обмежене, умовне і тому ніколи не здатне претендувати на абсолютну істинність. Це підтверджується процесом зміни наукових теорій, описаним вище. Разом з тим багато філософських систем взагалі висловлюють сумніви щодо існування абсолютних істин, пропонуючи інші теорії істини і знання, а успіх науки в поясненні світу розглядається більшістю філософів як ознака її відносної істинності, що б це не означало.